# Колон, Мария
Мари́я Каридад Колон Руэньес-Саласар (исп. María Caridad Colón Rueñes-Salazar; 25 марта 1958, Баракоа) — кубинская легкоатлетка (метание копья), чемпионка Олимпийских игр. Член МОК с 2020 года.

## Карьера
Двукратная чемпионка Панамериканских игр 1979 и 1983 годов.
На Олимпийских играх в Москве Колон завоевала золотую медаль в метании копья с олимпийским рекордом.
В 1982 году на Играх Центральной Америки и Карибского бассейна была удостоена чести зажечь огонь на церемонии открытия.